# Ракел Додж
Ракел Елиас Ферейра Додж (на португалски: Raquel Elias Ferreira Dodge, произнасяно като Хакеу Илиас Фехейръ Доджи, португ. произношение: [xakˈɛw ilˈias fexˈejɾɐ dˈɔdʒi]) е бразилски юрист и главен прокурор на Бразилия от 18 септември 2017 г. до 18 септември 2019 г. Преди да бъде назначена за главен прокурор, Ракел Додж е главен субпрокурор на Републиката и член на Трета камара за координация и ревизия на Федералната прокуратура.

## Биография
Додж е родена на 26 юли 1961 г. в Мориньос. Дъщеря е на адвоката Жузе Родригес Ферейра и Ивон Мелиса Кандидо Ферейра. Има двама братя и една сестра. Първоначално учи в училището Коронел Педро Нунеш, където преподава сестрата на майка ѝ – Ивонет Ферейра.
През 1986 Ракел придобива бакалавърска степен по право от Университета на град Бразилия.
През 1992 г. се омъжва за американеца Брадли Додж, който е преподавател по английски език в Училището на нациите – училище за деца на дипломати в град Бразилия. При него Ракел взема уроци по юридически английски език, докато се подготвя за кандидатстването си в Харвард. Вече женени и с две деца, семейство Додж временно се премества в САЩ, където Ракел завършва магистратура в Харвардския университет през 2007 г.

## Кариера в прокуратурата
Ракел Додж постъпва на работа във Федералната прокуратура на Бразилия през 1987 г. В прокуратурата поема дела основно от сферата на защитата на човешките права – най-вече случаи на робски труд и нарушаване на правата на местните индианци. Била е координатор на Криминалната камарата на Федералната прокуратура, изпълнявала е длъжността заместник федерален прокурор за правата на гражданите. Участва в работната група, подготвила Първи национален план за изкореняване на робския труд в Бразилия, както и в комисиите за промяна на наказателния кодекс на страната в съответствие с Римския статут. Член е на Третата камара за координация и ревизия, в чиято компетентност са защитата на потребителите и на икономическия ред. Три последователни мандата е член на Висшия съвет на прокуратурата.
През 90-те години Додж е част от разследването срещу смъртоносния отряд в Акре, ръководен от бившия полковник и федерален депутат Хилдебрандо Паскоал.
През 2009 г. Ракел Додж е координатор в операция Кутията на Пандора на федералната полиция, разследваща корупционна схема във Федералния окръг.
На 28 юни 2017 г. президентът Мишел Темер номинира Ракел Додж за главен прокурор на Бразилия на мястото на Родриго Жанот, чийто мандат изтича през септември. С номинацията на Додж за първи път от 2003 г. президентът предлага за главен прокурор второто име от специален списък с кандидати за длъжността, изготвен от професионалната общност на прокурорите в страната Според анализатори кандидатурата на Додж е е предпочетена пред фаворита на прокурорите Николау Дану заради близките отношения на Дану с предишния главен прокурор Родриго Жанот, който сезира Върховния федерален съд с обвинения в „пасивна корупция“ срещу президента Темер.На 12 юли 2017 г. Федералният сенат одобрява номинацията на Додж със 74 гласа срещу 1. На следващия ден президентът официално назначава Додж за главен прокурор. Официално тя встъпва в длъжност на 18 септември 2017 г. и става първата жена на поста главен прокурор на Републиката.